# Ісабель Койшет
Ісабе́ль Койше́т Касті́льйо (ісп. Isabel Coixet Castillo, нар. 9 квітня 1960) — іспанська (каталанська) кінорежисерка.

## Біографія
Ісабель Койшет народилася у місті Барселона 9 квітня 1960 року. Навчалася у Барселонському університеті, де вивчала історію XVIII—XIX століть. Одночасно працювала журналістом у часописі «Fotogramas», присвяченому кіно. Також Ісабель часто бувала у кінотеатрі, де її бабуся продавала квитки. Захоплення кіномистецтвом згодом переросло для дівчини в роботу.
Після завершення університету Ісабель Койшет починає працювати у світі реклами і стає у ньому впливовою фігурою. Вона була директором рекламного агентства JWT, засновницею і керівником агентства Target, продюсером Едді Саети. Серед її клієнтів у рекламному бізнесі компанії British Telecom, Ford, Danone, BMW, Ikea, Evax, Renault, Peugeot, Winston, Kronenbourg, Pepsi, Kellogg's, MCI, Philip Morris, Helene Curtis, Procter&Gamble, AT&T та багато інших.
1988 року відбувається режисерський дебют Ісабель — вона знімає картину «Занадто старий, щоб померти молодим», яка здобуває номінація на премію Гойя.
1996 року Койшет переїжджає у США, де знімає свій перший повнометражний фільм англійською мовою «Речі, які тобі ніколи не казали». Ця стрічка також стає номінанткою на премію Гойя. Через рік у Ісабель народжується донька Зоя.
1998 року у співпраці з французьким продюсером режисерка знімає іспаномовний фільм «Для тих, хто любить».
2000 року Койшет створила власну продюсерську компанію Miss Wasabi Films, яка займається зйомками повнометражних художніх і документальних фільмів, відеокліпів.
Міжнародний успіх Ісабель Койшет принесла драма «Моє життя без мене» (2003) — екранізація оповідання Ненсі Кінкейд з Сарою Поллі у головній ролі. Іспансько-канадську стрічку було високо оцінено на Берлінському кінофестивалі.
2005 року режисерка продовжила співпрацю з Сарою Поллі у стрічці «Таємне життя слів», яка отримала чотири нагороди Гойя. Цього ж року вона взяла участь у колективному проекті «Париже, я люблю тебе» разом з іншими 18 відомими режисерами.
2008 року вийшла наступна робота Койшет — екранізація роману Філіпа Рота «Елегія» з Пенелопою Крус у головній ролі. Прем'єра фільму відбулася на Берлінському кінофестивалі.
2009 року завершилися зйомки фільму «Мапа звуків Токіо». Цей фільм знімався у Токіо і має японську тематику, оскільки за словами Койшет, вона дуже близька до японської культури. Прем'єра стрічки відбулася у рамках Каннського кінофестивалю. Того ж року Койшет увійшла до складу журі Берлінського кінофестивалю.
У 2010 році вона взяла на себе відповідальність за наповнення одного з трьох залів Іспанського павільйону на Всесвітній виставці в Шанхаї. Крім того, вона відкрила виставку «Арал. Втрачене море», на якій демонструється її однойменний документальний фільм, знятий в Узбекистані у 2009 році .
У 2011 році в рамках секції «Berlinale Specials» Берлінського кінофестивалю відбулася прем'єра документального фільму «Слухаючи суддю Гарсона», в якому вона розповідає про іспанського суддю через інтерв'ю з письменником Мануелем Рівасом. Фільм отримав премію Гойї в категорії «Найкращий документальний фільм» .
У 2012 році Ісабель Койшет зняла документальний фільм про 10 років катастрофи «Престижу» та волонтерів, які брали участь у відновленні галісійського узбережжя, під назвою «Білий приплив» .
Того ж року Койше зняла і спродюсувала фільм «Вчорашній день ніколи не закінчується» (Ayer no termina nunca), прем'єра якого відбулася в секції «Панорама» 63-го Берлінського міжнародного кінофестивалю. Фільм також відкрив кінофестиваль у Малазі того ж року, де здобув чотири «Срібні бізнаги» у категоріях «Спеціальний приз журі», «Найкраща жіноча роль», «Найкраща операторська робота» та «Найкращий монтаж», останні два призи отримав Хорді Азатеґі . Наприкінці 2012 року вона також розпочала зйомки нового проекту, який завершила у 2013 році, під назвою «Інша я», англомовного трилера, сценаристом і режисером якого виступила Койше, а акторський ансамбль склали, серед інших, Софі Тернер, Рис Іфанс, Джонатан Ріс-Майєрс та Джеральдін Чаплін .
Влітку 2013 року Койшет розпочала зйомки американського фільму «Уроки водіння», знятого в Нью-Йорку на основі статті, опублікованої в The New York Times, з сером Беном Кінгслі та Патрісією Кларксон у головних ролях, з якими Ізабель Койше вже працювала у фільмі «Елегія». Прем'єра фільму відбулася на Міжнародному кінофестивалі в Торонто, де він здобув приз глядацьких симпатій Ґрольша.
«Ніхто не хоче ночі» був її наступним проектом, знятим у Норвегії, Болгарії та на Канарських островах. У фільмі знялися Жюльєтт Бінош, Рінко Кікучі та Ґабріель Бірн. Фільм відкривав конкурсну програму 66-го Берлінського міжнародного кінофестивалю .
Койшет завжди зацікавлена у зйомках документальних фільмів, щоб викривати те, з чим вона не погоджується, або щоб дати голос своїм героям. Наприкінці 2014 року вона зняла документальний фільм у Чаді з Жюльєт Бінош під назвою «Розмова про Розу: Ув'язнена Гіссен Хабре. Фільм розповідає про досвід групи жертв катувань у їхній боротьбі за притягнення колишнього диктатора Чаду до відповідальності, яку очолює американський адвокат з прав людини Рід Броуді .
Під час фестивалю в Малазі у 2015 році була вручена премія за всю її кар'єру, а також був представлений ретроспективний документальний фільм про її творчість, знятий на замовлення самого фестивалю, «Слова, карти, секрети та інші речі», режисером якого стала Олена Трапе .
Також у 2015 році вона отримала визнану нагороду Міністерства культури Франції - Лицаря мистецтв і літератури .
У 2015 та 2016 роках Ізабель Койшет керує проектом «Іспанія за один день», іспанською версією документального краудсорсингового проекту, створеного Mediapro. Проект має на меті показати реальність країни, відображену в сотнях домашніх відео, записаних протягом одного дня, і має прямі прецеденти «Британія за один день» та «Італія за один день». У випадку з «Іспанією за один день» відео були записані 24 жовтня 2015 року тисячами волонтерів .
Влітку 2016 року вона зняла повнометражний фільм «Книгарня» (La librería). Сценарій, адаптований Койше, був заснований на однойменному романі англійської письменниці Пенелопи Фіцджеральд і отримав приз за найкращу літературну адаптацію на Франкфуртському книжковому ярмарку в 2017 році.  Фільм знімався в Північній Ірландії та Барселоні, головні ролі в ньому виконали Емілі Мортимер, Білл Найі та Патрісія Кларксон.  Фільм «Книгарня» був представлений на SEMINCI 2017 як світова прем'єра, отримав схвальні відгуки та вийшов у комерційний прокат в Іспанії 10 листопада, з дуже позитивним сприйняттям критиків та великим успіхом у публіки .
Прем'єра «Книгарні» відбулася за межами Іспанії в рамках «Спеціальної програми Берлінале» на 68-му Берлінському міжнародному кінофестивалі, що проходив у лютому 2018 року.
У лютому 2019 року Койшет випустив фільм «Еліса і Марчела» у співпраці з Netflix. Фільм, заснований на першому зареєстрованому одностатевому шлюбі в Іспанії, став третім оригінальним іспанським фільмом Netflix .
4 вересня 2020 року Міністерство культури і спорту Іспанії оголосило, що Ізабель Койшет буде нагороджена Національною кінопремією 2020 року. Нагорода була вручена на Міжнародному кінофестивалі в Сан-Себастьяні .

## Фільмографія

### Художні фільми

#### Повнометражні
- 2019 — Еліса і Марчела / Elisa y Marcela
- 2018 — Книжковий магазин / The Bookshop
- 2009 — Мапа звуків Токіо / Map of the Sounds of Tokyo
- 2008 — Елегія / Elegy
- 2005 — Таємне життя слів / The Secret Life of Words
- 2003 — Моє життя без мене / My Life Without Me
- 1998 — Для тих, хто любить / A los que aman
- 1996 — Речі, які я тобі ніколи не казала / Things I Never Told You
- 1989 — Занадто старий, щоб померти молодим / Demasiado viejo para morir joven

#### Короткометражні
- 2008 — Ти не говориш зі мною за життя, коли я помираю / No me hablas de vida cuando estoy muriendo
- 2006 — Париже, я люблю тебе / Paris, je t'aime (фрагмент «Bastille»)
- 2004 — Є причина! / ¡Hay motivo! (фрагмент «La insoportable levedad del carrito de la compra»)
- 1984 — Дивись і побачиш / Mira y verás

### Документальні

#### Повнометражні
- 2011 — Слухаючи суддю Гарсона / Escuchando al juez Garzón
- 2003 — Подорож у серце страждання / Viaje al corazón de la tortura

#### Короткометражні
- 2010 — Арал. Втрачений берег / Aral. El mar perdido
- 2009 — 50 років Каталанському телебаченню (11-та серія) / 50 años de. La mujer, cosa de hombres
- 2007 — Невидимі / Invisibles

## Нагороди і номінації
Загалом Ісабель Койшет має 32 нагороди і 13 номінацій, зокрема:
- 2019 — номінація на «Золотого ведмедя» 69-го Берлінського міжнародного кінофестивалю за фільм «Еліса і Марчела».
- 2009 — номінація на «Золоту пальмову гілку» Каннського кінофестивалю за фільм «Мапа звуків Токіо»
- 2008 — премія Гойя за найкращий документальний фільм «Невидимі»
- 2008 — номінація на «Золотого ведмедя» Берлінського кінофестивалю за фільм «Елегія»
- 2006 — премія Гойя за найкращий оригінальний сценарій і найкращу режисуру за фільм «Таємне життя слів»
- 2005 — премія Ліни Манджакапре Венеційського кінофестивалю за фільм «Таємне життя слів»
- 2005 — номінація на премію Гойя за найкращий документальний фільм «Є привід!»
- 2004 — премія Гойя за найкращий адаптований сценарій для фільму «Моє життя без мене»
- 2004 — номінація на премію Гойя за найкращу режисуру для фільму «Моє життя без мене»
- 2003 — номінація на Європейський кіноприз за фільм «Моє життя без мене»
- 2003 — номінація на «Золотого ведмедя» Берлінського кінофестивалю за фільм «Моє життя без мене»
- 2003 — нагорода гільдії артхаусних фільмів Берлінського кінофестивалю за фільм «Моє життя без мене»
- 1997 — номінація на премію Гойя за найкращий оригінальний сценарій для фільму «Речі, які я тобі ніколи не казала»
- 1990 — номінація на премію Гойя як найкращий новий режисер за фільм «Занадто старий, щоб померти молодим»